# Keupok
Keupok is een bestuurslaag in het regentschap Aceh Utara van de provincie Atjeh, Indonesië. Keupok telt 290 inwoners (volkstelling 2010).